# Novonikolàievka (Tomsk)
|  | Per a altres significats, vegeu «Novonikolàievka». |

Novonikolàievka (en rus: Новониколаевка) és un poble de l'óblast de Tomsk, a Rússia, que el 2021 tenia 64 habitants.